# トージョー・ヤマモト
トージョー・ヤマモト（Tojo Yamamoto、本名：Harold "Harry" Watanabe、1927年1月6日 - 1992年2月19日）は、アメリカ合衆国のプロレスラー。ハワイ州マウイ島出身の日系アメリカ人。
アメリカでは晩年までテネシー州メンフィス地区（NWAミッドアメリカ / CWA / USWA）を主戦場に、マネージャーやトレーナーとしても活躍した。

## 来歴
第二次世界大戦後、アメリカ軍のMPとして日本に駐留。退役後の1953年、P・Y・チャン（P.Y. Chung）のリングネームでハワイにてデビュー。1955年7月には全日本プロレス協会に来日、山口利夫に挑戦した。
その後、旧日本軍の陸軍大将：東條英機と海軍大将：山本五十六からリングネームを拝借して、トージョー・ヤマモト（Tojo Yamamoto）と改名。法被と竹刀、膝下までのロングタイツ（通称「田吾作タイツ」）に高下駄を履き、グレート東郷スタイルの日系人ヒールとなって南部エリアで活動する。1961年11月16日、NWAフロリダ地区でタロー・ミヤケ（ジョージ・カハウミア）と組み、エディ・グラハム&ディック・スタインボーンからUSタッグ王座を奪取した。
1963年より、ニック・グラスの主宰するテネシー州メンフィスのNWAミッドアメリカ地区に定着。1966年10月には海外武者修行中だった上田馬之助（プロフェッサー・イトー）をパートナーに、同地区認定のNWA世界タッグ王座を獲得している。以降も1960年代後半から1970年代全般にかけて、試合スタイルが荒っぽいことから「無法地帯」と呼ばれたテネシーで活躍。ジャッキー・ファーゴ、マリオ・ミラノ、リップ・タイラー、ジェリー・ローラー、ビル・ダンディー、ジプシー・ジョー、モンゴリアン・ストンパー、ジミー・バリアント、ジョー・ルダック、ソニー・キングなどを相手に流血の喧嘩試合を繰り広げた。また、全日本プロレス協会への参戦時より親交のあったミスター珍が同時期に国際プロレスに所属していた関係から、大位山勝三（グレート・フジ）やデビル紫（タロー・ムラサキ）など、国際プロレスからアメリカ武者修業に来た日本人選手のプレイング・マネージャーも担当した。
1980年代に入り、ジェリー・ジャレットとローラーのCWAがグラスのプロモーションを吸収してからも、引き続いてヒールのマネージャーを兼任。全日本プロレスから武者修行に来ていた若手時代の大仁田厚（ミスター・オーニタ）と渕正信（マサ・フチ）も1981年に担当し、彼らにAWA南部タッグ王座を奪取させ、ロックンロール・エクスプレス、オースチン・アイドル、ココ・ウェア、エディ・ギルバートらとの抗争を指揮した。
以降もCWAおよび後継団体のUSWAにて活動を続け、晩年の1989年には、かつての自身のリングネームを冠した日系人ギミックのP・Y・チューハイや、新日本プロレスの若手だった橋本真也（ショーグン・マサムネ）と笹崎伸司（サムライ・シンジ）のマネージャーも務めた。
1991年に腎臓病と糖尿病を患い引退。1992年2月19日、テネシー州ナッシュビルの自宅にてピストル自殺した。65歳没。
生前はトレーナーとして選手の育成も手掛け、古くはジェリー・ジャレットをコーチしたほか、トミー・リッチ、ボビー・イートン、ムーンドッグ・スパイク、ジェフ・ジャレット、シッド・ビシャスなどがヤマモトの指導のもとデビューしている。

## 得意技
- ストマック・クロー
- ショルダー・クロー
- ジュードー・チョップ
- 下駄攻撃
- 塩攻撃

## 獲得タイトル
NWAミッドアメリカ / コンチネンタル・レスリング・アソシエーション
- NWA南部ジュニアヘビー級王座（ミッドアメリカ版）：1回[14]
- NWA南部タッグ王座（ミッドアメリカ版）：23回（w / イワン・マレンコフ、アレックス・ペレス×6、ミツ・ヒライ×2、トーア・カマタ、グレート・ヒガミ、ジョニー・ロング×2、ジョニー・ウォーカー、ジェリー・ジャレット×5、ジェリー・ローラー×2、エディ・マーリン、ジミー・ゴールデン）[15]
- NWA世界タッグ王座（ミッドアメリカ版）：8回（w / アレックス・ペレス、ミツ・ヒライ、タマヤ・ソト、プロフェッサー・イトー、ジョニー・ロング×3、ベン・ジャスティス）[7]
- NWAミッドアメリカ・ヘビー級王座：2回[16]
- NWAミッドアメリカ・タッグ王座：12回（w / ビル・ドロモ×2、トミー・ギルバート、ジャッキー・ファーゴ×2、ジョニー・マーリン、ジョージ・グラス×2、ジプシー・ジョー×3、グレート・トーゴー）[17]
- NWA世界6人タッグ王座（ミッドアメリカ版）：8回（w / ジョージ・グラス&デニス・ホール、ジョージ・グラス&トミー・リッチ×2、ジプシー・ジョー&ザ・ビースト、デニス・コンドリー&クリス・コルト、デビッド・シュルツ&グレート・トーゴー、デビッド・シュルツ&ハンス・シュローダー、ボビー・イートン&ザ・シークレット・ウェポン） [18]
- NWA USタッグ王座（ミッドアメリカ版）：1回（w / トミー・リッチ）[19]
- AWA南部タッグ王座：1回（w / ウェイン・ファリス）[10]
- CWA世界タッグ王座：1回（w / ジェリー・ジャレット）[20]

チャンピオンシップ・レスリング・フロム・フロリダ
- NWA USタッグ王座（フロリダ版）：1回（w / タロー・ミヤケ）[5]

サウスイースタン・チャンピオンシップ・レスリング
- NWAサウスイースタン・タッグ王座：4回（w / ミスター・カミカゼ×3、ジェリー・ジャレット）[21]

インターナショナル・チャンピオンシップ・レスリング
- ICW世界タッグ王座：1回（w / ジプシー・ジョー）[22] ※アンジェロ・ポッフォ（ランディ・サベージの父親）が興した団体のタイトル